# Gypsophila nabelekii
Gypsophila nabelekii är en nejlikväxtart som beskrevs av Schischkin. Gypsophila nabelekii ingår i släktet slöjor, och familjen nejlikväxter. Inga underarter finns listade i Catalogue of Life.